# Teppichklopfmaschine

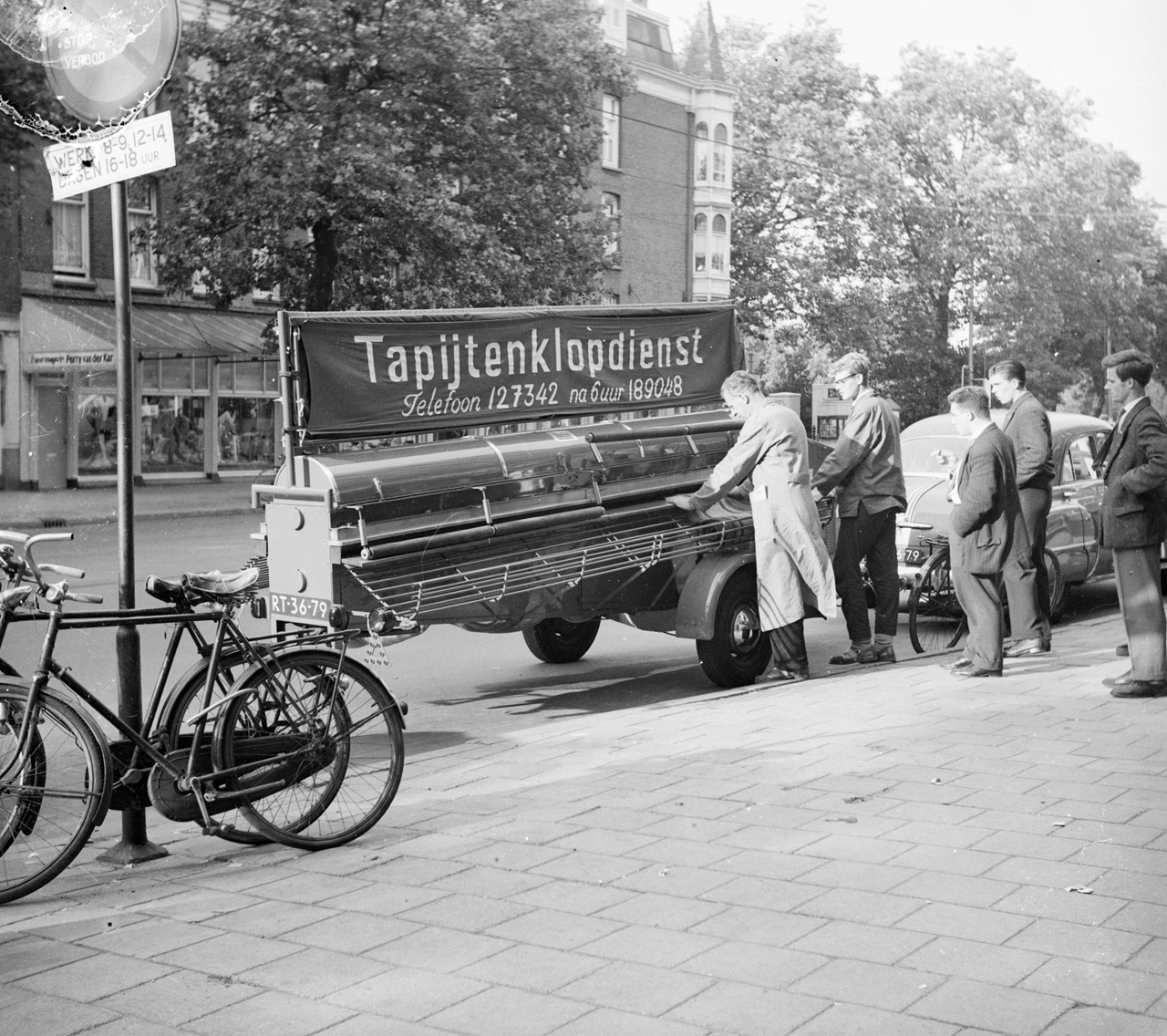
Teppichklopfmaschine (1960)

Eine Teppichklopfmaschine ist eine Reinigungsmaschine für Teppiche. Beim Reinigen von Teppichen „durch Klopfen oder Schlagen“ kann der Teppich gegen eine geeignete Fläche geworfen oder ein Klopfwerkzeug gegen den Teppich geführt werden. Bereits 1838 erhielt der Franzose Pichard ein französisches Patent auf eine Teppichklopfmaschine, die mittels Schlagstäben am senkrecht aufgehängten Teppich den Staub entfernte. Den Teppich waagerecht reinigende Maschinen gab es ab 1879. 1902 wurde in Berlin die erste Teppichreinigungsanstalt mit mechanischer Teppichklopfmaschine gegründet. James Murray Spangler erhielt 1910 ein Patent auf einen abnehmbaren Vorsatz mit rotierender Bürste für Teppich-Reinigungsmaschinen, das im ersten tragbaren Staubsauger von Hoover verwendet wurde.
Selbstfahrende Teppichklopfmaschinen wurden 1957 in der Bundesrepublik Deutschland als selbstfahrende Arbeitsmaschinen eingestuft und damit von der Kraftfahrzeugsteuer befreit. Die manuelle Teppichreinigung im Haushalt mit Teppichstange und Teppichklopfer wurde in den 1960er-Jahren  durch den Staubsauger mit Teppichbürste und durch Reinigungsmaschinen verdrängt. Für wertvolle Orientteppiche werden nach wie vor Teppichklopfmaschinen zur Entstaubung eingesetzt.